# (10986) Govert
(10986) Govert est un astéroïde de la ceinture principale.

## Description
(10986) Govert est un astéroïde de la ceinture principale. Il fut découvert le 16 octobre 1977 à l'observatoire Palomar par Cornelis Johannes van Houten, Ingrid van Houten-Groeneveld et Tom Gehrels. Il présente une orbite caractérisée par un demi-grand axe de 2,23 UA, une excentricité de 0,13 et une inclinaison de 3,0° par rapport à l'écliptique.
Il est nommé en l'honneur de Govert Schilling (1956-), écrivain de vulgarisation scientifique et astronome amateur néerlandais.

## Compléments